# Йоахім II Гектор (курфюрст Бранденбургу)
Йоахім II Гектор (нім. Joachim II Hector, 13 січня 1505, Келльн — 3 січня 1571, Копенік) — курфюрст Бранденбургу у 1535—1571 роках.

## Життєпис

### Молоді роки
Походив з династії Гогенцоллернів. Старший син Йоахіма I Нестора, курфюрства Бранденбурга, та Єлизавети (доньки Югана, короля Данії, Норвегії та Швеції). Здобув гарну освіту. Внаслідок конфлікту з чоловіком стосовно релігійних питань, у 1528 році Єлизавета Данська залишила Бранденбург.
У 1522 році очолив імпераський округ Нижня Саксонія. У 1520-х роках у складі імператорських військ брав участь у війнах проти Османської імперії. В 1524 році одружився з донькою Георга, герцога Саксонії.
1534 року батько змусив його підписати договір щодо спадщини, за яким Йоахім Гектор зобов'язався залишатися католиком. Того ж року померла його дружина.

### Курфюрст
1535 року після смерті батька Йоахім II Гектор успадковував в курфюрстві Бранденбург. Втім мав лише Альтмарку та Середній марці, в Ноймарці посів молодший брат Йоган, що став Бранденбург-Кюстрінським маркграфом. Того ж року одружився з донькою Сигізмунда, короля Польщі. Втім відмовився підтримувати брата своєї тещі — Янош Запольї — на трон Угорщини. Замість цього став на бік Фердинанда Габсбурга.
1536 році перетворив домініканський монастир в Келльні на родинну усипальницю. У 1537 році уклав договір з Фрідріхом II, володарем Бжецького і Легніцького князівств щодо їх спадкування Бранденбургом після смерті Фрідріха II. Водночас Йоахім Гектор уклав союз з імператором Карлом V.
У 1539 році був присутнім на зібранні курфюрстів в Франфурті-на-Майні, де лютеранський проповідник Філіп Меланхтон закликав не переслідувати жидів, після чого видав дозвіл на повернення жидів до Бранденбургу. Того ж року в Шпандау прийняв причастя за двома видами, що означало певну симпатію до лютеранства.
У 1541 році брав участь у війні проти Османської імперії, де він командував імперським військом в Угорщині. У 1541 році невдало облягав місто Буда, а у 1542 році зазнав поразки біля Пешта. У 1542—1543 роках за наказом курфюрства був зведений мисливський палац Ґруневальд.
Протягом 1540-х років вміло лавірував між Шмалькальденським (лютеранським) союзом та Католицькою лігою. У 1547 році надав допомогу імператору Карлу V у Шмалькаденській війні, в якій Іоганн-Фрідріх, курфюрст Саксонії, зазнав нищівної поразки.
Своїм марнотратством, яке заохочував його фінансовий агент празький жид Ліппольд бен-Хлухім, Йоахім II привів в розлад фінанси держави. На 1544 рік його борг становив 1 млн гульденів, незважаючи на значні податки, зокрема за право селитися в Бранденбурзі жиди з 1543 року стали платили великі податки. Також почалося зменшення кількості коштовного металу в монетах.
У 1555 році після зречення від влади імператора Карла V, Йоахім II Гектор перейшов у лютеранство. Разом з тим зберіг багато з католицького обряду, насамперед єпископат, значна частина меси здійснювалося латиною, релігійні п'єси та святкові дні. 1558 року приєднався до Аусбурзького сповідання.
1568 року після смерті його стрийка Альбрехта, герцога Пруссії, Йоахім II висунув права на частину цієї держави. 1569 року скориставшись важким фінансовим становищем Сигізмунда II Августа, короля Речі Посполитої, що брав участь у Ливонській війні проти Московського царства, курфюрст Бранденбургу придбав у нього права на Пруссію у випадку вимирання тамтешньої династії Гогенцоллернів.
Помер у 1571 році раптово в своєму палаці Копенек. Йому спадкував старший син Йоган Георг.

## Родина
1. Дружина — Магдалена, донька Георга I, герцога Саксонії
Діти:
- Йоган Георг (1525—1598), курфюрст Бранденбургу у 1571—1598 роках
- Барбара (1527—1595), дружина Георга II П'яст, князя Бжецького
- Єлизавета (1528—1529)
- Фрідріх (1530—1552), архієпископ Магдебургу
- Альбрехт (1532)
- Георг (1532)
- Пауль(1534)

2. Дружина — Ядвіга, донька Сигізмунда I Ягеллона, короля Польщі
Діти:
- Єлизавета-Магдалина (1537—1595), дружина Франца-Отто, герцога Брауншвейг-Люнебургу
- Зігмунд (1538—1566), архієпископ Магдебургу
- Гедвіга (1540—1602), дружина Юліуса, герцога Брауншвейг-Люнебурга
- Софія (1541—1564), дружина Вільгельма Рожмберка, бурграфа Богемського королівства
- Йоахім (1543—1544)
- донька (1545)

3. Коханка — Анна Дітеріч
Діти:
- 2 бастарди